# مقاطعة جاكسون (أوهايو)
مقاطعة جاكسون (بالإنجليزية: Jackson County)‏ هي إحدى مقاطعات ولاية أوهايو في الولايات المتحدة الأمريكية.

## أعلام
- ستيفن مورغان
- تيموثي سيلفستر هوغن